# Ilha Rasa
A Ilha Rasa é uma ilha brasileira do estado do Paraná, localizada na baía das Laranjeiras.
Pertence ao município de Guaraqueçaba e possui cerca de 600 habitantes. Possui um dos menores IDHs do estado do Paraná.